# Chrysetaerius reichenspergeri
Chrysetaerius reichenspergeri är en skalbaggsart som beskrevs av Bruch 1926. Chrysetaerius reichenspergeri ingår i släktet Chrysetaerius och familjen stumpbaggar. Inga underarter finns listade i Catalogue of Life.